# تقلیدگران
تقلیدگران یا میمیکوس (کره‌ای: 미미쿠스) مجموعه اینترنتی ساخت کره جنوبی در سال ۲۰۲۲ است که از ناور نو منتشر شده است. این سریال، داستانی درباره هویت نوجوانان را روایت می‌کنند.

## خلاصه داستان
داستان روی دانش‌آموزان دبیرستان هنرهای نمایشی کره و افرادی که در جی‌جی انترتینمنت هستند، متمرکز است. آن‌ها نگران مسیرهای شغلی، هویت خود و روابط بین فردی هستند و سعی می‌کنند مشکلات‌شان را حل کنند.

## بازیگران
- یو یونگ-جه در نقش هان یو-سونگ
- جو یو-ری در نقش اوه رو-شی
- کیم یون-وو در نقش جی سو-بین
- نانا در نقش شین دا-را